# トスコラーノ＝マデルノ
トスコラーノ＝マデルノ（伊: Toscolano-Maderno）は、イタリア共和国ロンバルディア州ブレシア県にある、人口約7,600人の基礎自治体（コムーネ）。

## 名称
トスコラーノとマデルノは、いずれもコムーネにある集落の名である。国立統計研究所（ISTAT）では、両者をハイフンで結んだ Toscolano-Maderno を使用している。一方、コムーネ公式サイトでは、ハイフンを用いない Toscolano Maderno を用いている。

## 地理

### 位置・広がり
ブレシア県東部、ガルダ湖畔に位置する。ガルダ湖南西端のデゼンツァーノ・デル・ガルダから北北東へ19km、県都ブレシアから東北東へ33km、ガルダ湖北端のリーヴァ・デル・ガルダから南南西へ34km、ヴェローナから北西へ37km、州都ミラノから東へ113kmの距離にある。

#### 隣接コムーネ
隣接するコムーネは以下の通り。括弧内のVRはヴェローナ県所属を示す。

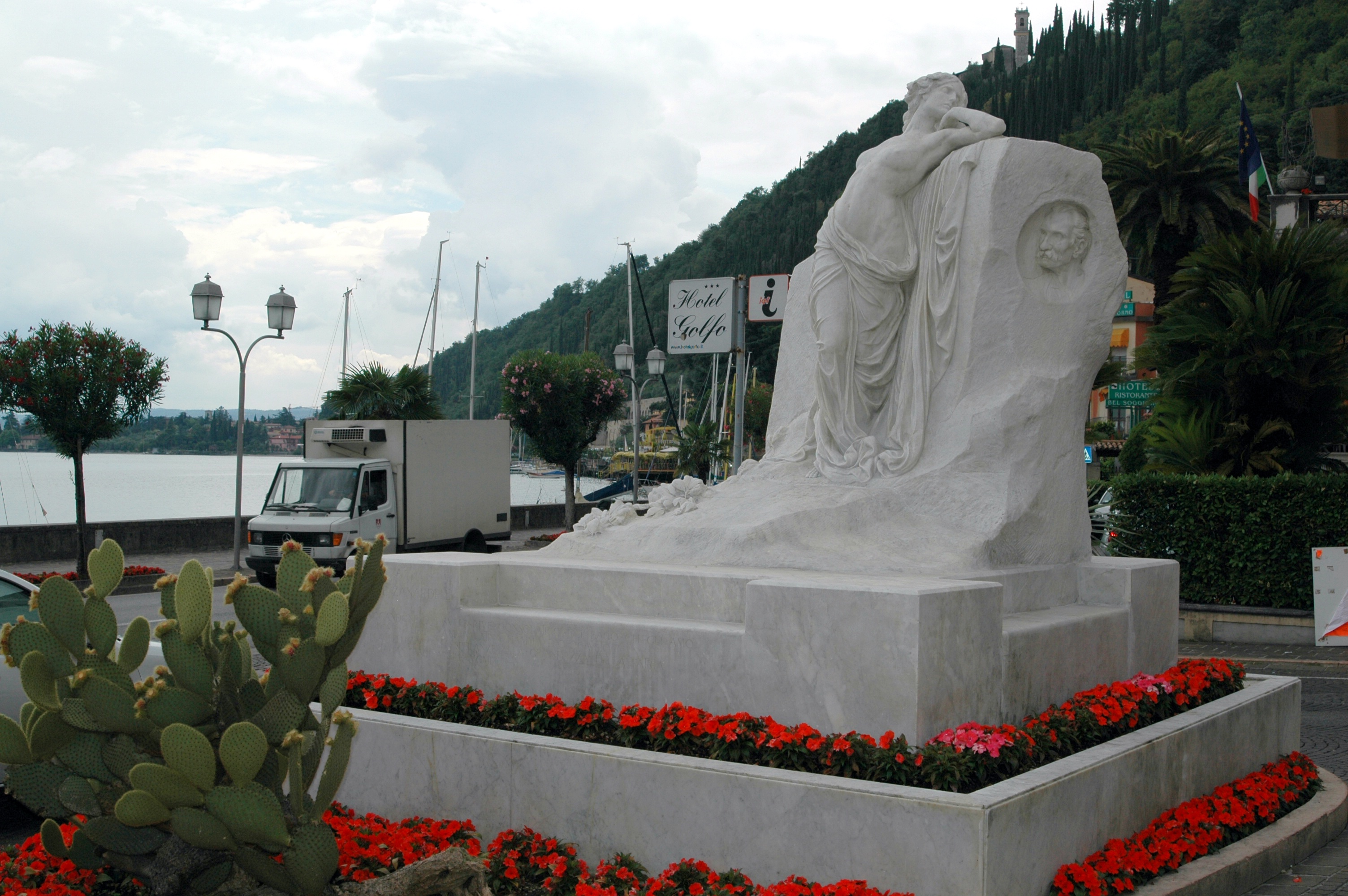
Monumento marmoreo

- ガルドーネ・リヴィエーラ
- ガルニャーノ
- トッリ・デル・ベーナコ (VR)
- ヴォバルノ

### 気候分類・地震分類
気候分類では、zona E, 2265 GGに分類される。
また、イタリアの地震リスク階級 (it) では、zona 2 (sismicità media) に分類される
。

## 行政

### 分離集落
トスコラーノ＝マデルノには、以下の分離集落（フラツィオーネ）がある。
- Maderno, Toscolano, Bornico, Cecina, Folino, Gaino, Maclino, Pulciano, Roina, Sanico, Vigole, Stina